# Андреа Карневале
Андреа Карневале (італ. Andrea Carnevale, * 12 січня 1961, Монте-Сан-Б'яджо) — колишній італійський футболіст, нападник.
Насамперед відомий виступами за клуб «Наполі», а також національну збірну Італії.
Дворазовий чемпіон Італії. Володар Кубка Італії. Володар Кубка УЄФА.

## Клубна кар'єра
Вихованець футбольної школи клубу «Фонді».
У дорослому футболі дебютував 1978 року виступами за команду клубу «Латина», в якій провів один сезон, взявши участь у 24 матчах чемпіонату.
Згодом з 1979 по 1986 рік грав у складі команд клубів «Авелліно», «Реджяна», «Кальярі», «Катанія» та «Удінезе».
Своєю грою за останню команду привернув увагу представників тренерського штабу клубу «Наполі», до складу якого приєднався 1986 року. Відіграв за неаполітанську команду наступні чотири сезони своєї ігрової кар'єри. Більшість часу, проведеного у складі «Наполі», був основним гравцем атакувальної ланки команди. За цей час двічі виборював титул чемпіона Італії, ставав володарем Кубка Італії, володарем Кубка УЄФА.
Протягом 1990—1995 років захищав кольори клубів «Рома», «Удінезе», «Пескара» та знову «Удінезе». Під час перебування у складі столичного клубу разом з Анджело Перуцці відбув рік дискваліфікації після виявлення у крові заборонених хімічних препаратів в результаті допінг-тесту.
Завершив професійну ігрову кар'єру у клубі «Пескара», у складі якого вже виступав раніше. Прийшов до команди 1995 року, захищав її кольори до припинення виступів на професійному рівні у 1996.

## Виступи за збірну
1988 року дебютував в офіційних матчах у складі національної збірної Італії. Протягом кар'єри у національній команді, яка тривала усього 3 роки, провів у формі головної команди країни 10 матчів, забивши 2 голи. У складі збірної був учасником чемпіонату світу 1990 року в Італії, на якому команда здобула бронзові нагороди.

## Статистика виступів

### Статистика клубних виступів
| Сезон   | Клуб       | Чемпіонат | Чемпіонат | Чемпіонат |
| Сезон   | Клуб       | Ліга      | Ігор      | Голів     |
| ------- | ---------- | --------- | --------- | --------- |
| 1978-79 | «Латина»   | C1        | 23        | 3         |
| 1979-80 | «Латина»   | C2        | 1         | 0         |
| 1979-80 | «Авелліно» | A         | 1         | 0         |
| 1980-81 | «Авелліно» | A         | 10        | 1         |
| 1981-82 | «Реджяна»  | B         | 33        | 5         |
| 1982-83 | «Реджяна»  | B         | 33        | 11        |
| 1983–84 | «Кальярі»  | B         | 7         | 1         |
| 1983-84 | «Катанія»  | A         | 23        | 3         |
| 1984-85 | «Удінезе»  | A         | 27        | 7         |
| 1985-86 | «Удінезе»  | A         | 28        | 9         |
| 1986-87 | «Наполі»   | A         | 27        | 8         |
| 1987-88 | «Наполі»   | A         | 19        | 2         |
| 1988-89 | «Наполі»   | A         | 28        | 13        |
| 1989-90 | «Наполі»   | A         | 31        | 8         |
| 1990-91 | «Рома»     | A         | 5         | 4         |
| 1991-92 | «Рома»     | A         | 21        | 4         |
| 1992-93 | «Рома»     | A         | 25        | 7         |
| 1993-94 | «Удінезе»  | A         | 10        | 0         |
| 1993-94 | «Пескара»  | B         | 24        | 14        |
| 1994-95 | «Удінезе»  | B         | 26        | 7         |
| 1995-96 | «Пескара»  | B         | 28        | 10        |

## Титули і досягнення
- Чемпіон Італії (2):

«Наполі»: 1986–87, 1989–90
- Володар Кубка Італії (1):

«Наполі»: 1986–87
- Володар Кубка УЄФА (1):

«Наполі»: 1988–89
- Бронзовий призер чемпіонату світу: 1990